# Liste der Monuments historiques in Moutiers (Meurthe-et-Moselle)
Die Liste der Monuments historiques in Moutiers führt die Monuments historiques in der französischen Gemeinde Moutiers auf.

## Liste der Objekte
| Bezeichnung                     | Beschreibung                                  | Standort                                 | Kennzeichnung | Schutzstatus | Datum | Bild |
| ------------------------------- | --------------------------------------------- | ---------------------------------------- | ------------- | ------------ | ----- | ---- |
| Relief Maria Magdalena am Kreuz | Eichenholz, erste Hälfte des 18. Jahrhunderts | in der Kirche Très-Sainte-Trinité (Lage) | PM54000506    | Classé       | 1965  |      |
| Skulptur Christus in der Rast   | Jaumont-Stein, 16. Jahrhundert                | in der Kirche Très-Sainte-Trinité (Lage) | PM54000505    | Classé       | 1965  |      |